# 上党郡
上党郡，是中国古代设立的一个郡级行政区划，其最广大时的范围，大致包括了今天的山西省长治市全境，晋城市大部，全境及晋中市东部的榆社县、和顺县、昔阳县、左权县（遼縣）等地。上党的字面意思指山上的高地。

## 沿革
上党地名最早见于春秋时期的晋国，此后赵魏韩三家分晋，都占领了上党地区的一部分，但是具体的郡置已经难以考证。
- 前260年左右，秦趙長平之戰，秦國慘勝，奪得趙國上黨郡。
- 秦始皇统一天下分三十六郡，上党郡是其中之一，治长子（今长子县）。
- 西汉沿置，统县14，73798户、337766人。（这14个县为：长子、屯留、余吾（今属屯留县）、铜鞮（今沁县）、沾、涅氏（今武乡县）、襄垣、壶关、泫氏、高都、潞、陭氏（今安泽县）、阳阿、谷远[3]）
- 东汉统县减少到13，户口减少到26222户、127430人。（这13个县为：长子、屯留、铜鞮（今沁县）、沾（今昔阳县、和顺县）、涅（今武乡县、左权县）、襄垣、壶关、泫氏（今高平市）、高都（今晋城市城区及泽州县）、潞、猗氏、阳阿（今泽州县及阳城县一带）、穀远（今沁源县）[4]）
- 三国时期，分上党置乐平郡，余下上党郡治向东北迁移到壶口关（今长治市北，而不是壶关县）。
- 西晋时，统县10，户数锐减到12000，郡治进一步向东北迁移到潞县（今潞城市东北）（这10个县是：潞、屯留、壺關、長子、泫氏、高都、銅鞮、涅、襄垣、武鄉[5]）。
- 东晋时，分上党置建兴郡，北魏，建兴郡置建州，北齐改建州道行台，北周复称建州，隋改泽州，明清升泽州府，从此建兴郡成为一独立的行政单元。
- 十六国，余下上党郡先后属前赵、后赵、前秦、西燕、北魏、西魏，郡治徙迁数次后复治壶关城。
- 北周宣政元年（578）分上党郡地置潞州（治今襄垣县南），上党郡改隶潞州。
- 隋朝建立后，废并原壶关县建上党县，并将上党郡治往上党县（今长治市市区），郡统县10，125057户（这10个县是：壶关、长子、潞城、屯留（后齐废，开皇十六年复）、襄垣、黎城、涉（后魏废，开皇十八年复）、乡（石勒置武乡郡，后魏去武字。开皇初郡废，十六年分置榆社县，大业初废。）、铜鞮、沁源[6]）。
- 唐朝改上党郡为潞州。天宝元年（742年）再改潞州为上党郡，下辖上党县、长子县、黎城县、潞城县、屯留县（今山西省屯留县）、壶关县（今山西省壶关县）、襄垣县（今山西省襄垣县）、涉县（今河北省涉县涉城镇）、武乡县（今山西省武乡县故县乡）、铜鞮县（今山西省沁县故县镇）。乾元元年（758年）又改为潞州[7]，从此上党郡之名不再存在。但是之后各代仍治上党县。
- 明朝嘉靖八年（1529年），改上党县为长治县，从此上党作为地名不再存在於中國（但韓國有同名上黨區），直至2018年撤長治縣設上黨區。

唐朝上党郡太守
- 宋遥（747年）
- 程千里（755年—757年）[8]

## 地理
上党郡地处高原，四周有太行、中条等山脉峰岭，而且它又据多朝代政治经济中心开封、洛阳与北方重镇太原之间，北通华北平原，南至黄河流域，扼南北交通要冲，战略价值显著。从战国时期开始，就是各朝代势力争夺的重点之一，有壶口关、上党关、天井关等关隘。直至1945年，这里还发生了上党战役，是国共内战全面爆发的序幕。